# RiCö

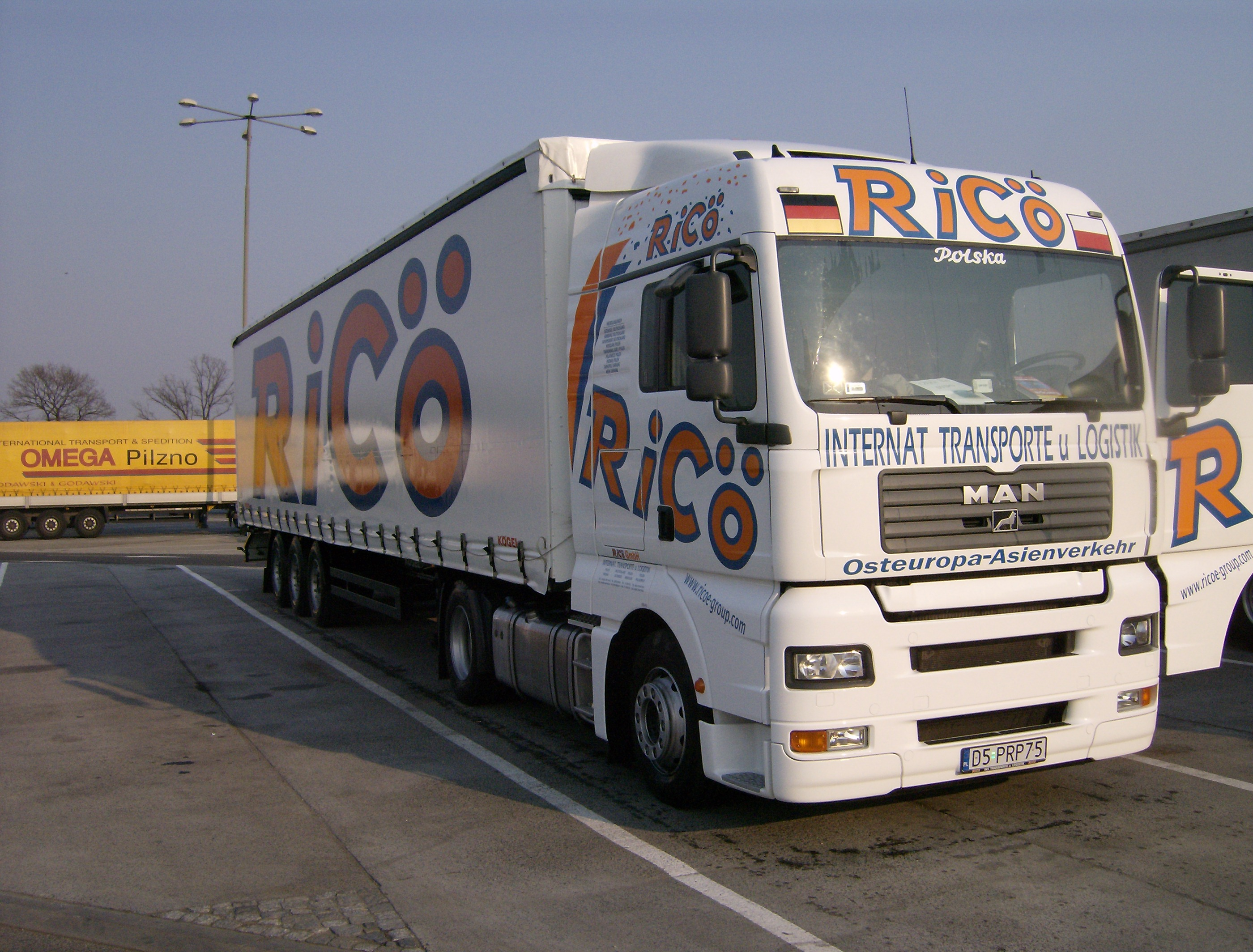
ciężarówka MAN TGA w barwach RiCö Polska

RiCö Internationale Transporte und Logistik GmbH – polsko-niemieckie przedsiębiorstwo spedycyjne, założone w roku 1992 w Osterode am Harz, mające swoje zagraniczne oddziały w innych krajach (w Polsce spółką-córką RiCö jest PRP sp. z o.o. w Polkowicach; poza tym na Ukrainie, a od II połowy 2007 w pobliżu Moskwy i na Białorusi). Specjalizowało się w przewozach ładunków w Europie Środkowej i Wschodniej.
Od 2005 r. siedziba spółki znajdowała się w Schopsdorf, na południowy zachód od Berlina, przy autostradzie A2.
Dysponująca w chwili utworzenia sześcioma ciągnikami siodłowymi i ośmioma naczepami spółka wykorzystywała w roku 2008 dwa tysiące pojazdów różnego rodzaju, w tym także zestawy z przyczepą, naczepy niskopodwoziowe do transportu ciężarówek i wywrotki – tak budowlane, jak i zbożowe. W lutym 2008 rozpoczęła odbiór pierwszych z serii trzystu zamówionych ciągników siodłowych najnowszej generacji MAN TGX, wśród których był MAN TGX V8 z ośmiocylindrowym silnikiem w układzie widlastym, o mocy 680 KM.
Na początku marca 2008 z dnia na dzień kierowcy zatrudnieni przez Ricö zaskoczeni zostali niewypłacalnością spółki, przejawiającą się m.in. tym, że niektórzy z nich, przebywający poza granicami kraju, nie mogli korzystać z kart płatniczych na zakup paliwa i przejazd autostradami.
5 marca w godzinach południowych oficjalnie ogłoszono, że zarząd RiCö złożył wniosek o upadłość spółki.